# Alviks torg

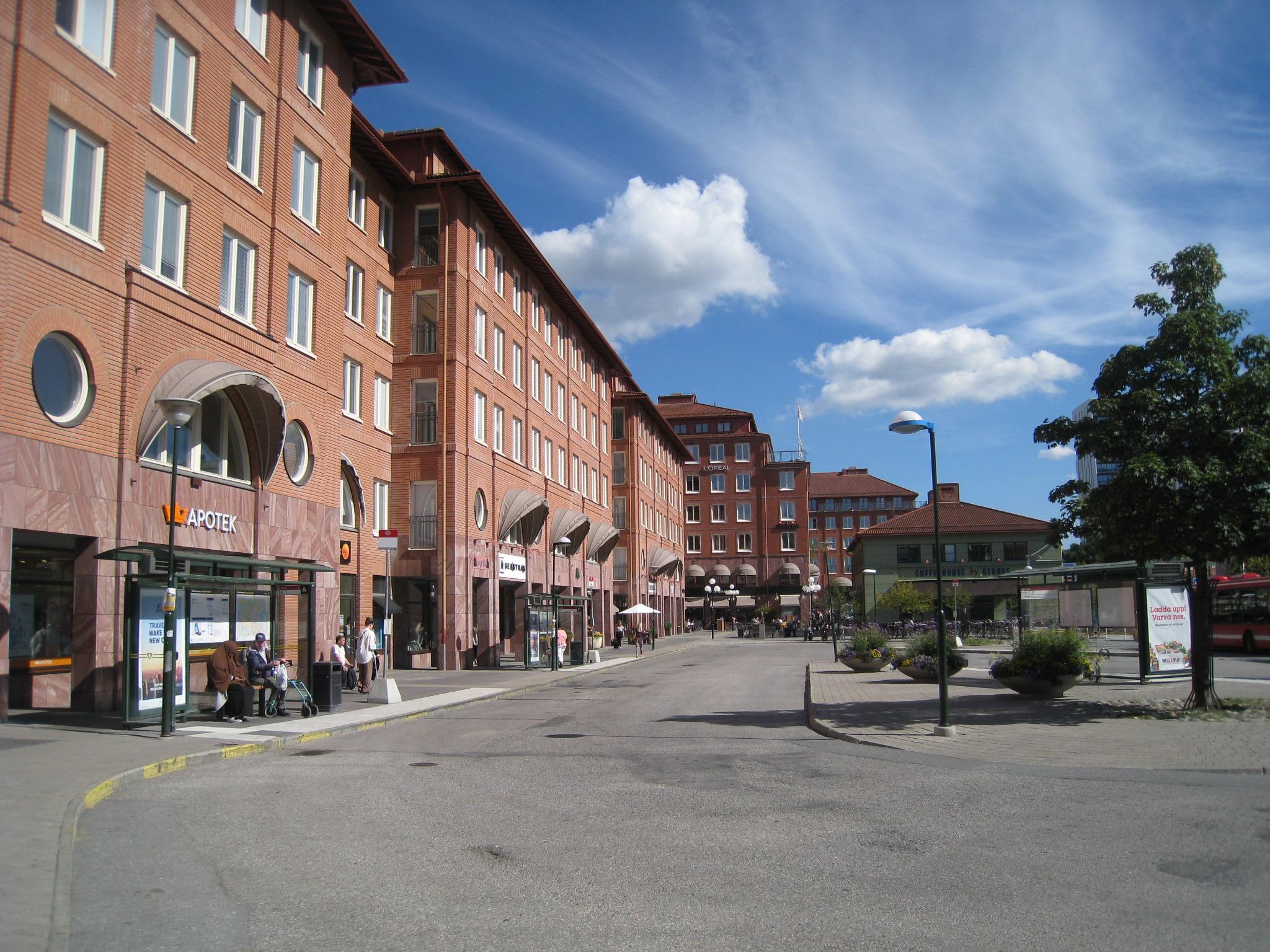
Alviks torg, vy mot affärs- och kontorshusen samt "gröna huset" till höger. Här vid Alvik finns bra kollektivtrafik. Till vänster i bild syns utgången från Alviks tunnelbanestation vid torget. Här finns även station för bussarna 1, 112, 4, 114 och 124 samt Tvärbanan. Även Nockebybanan startar här vid Alvik vid samma perrong som där tunnelbanans linje mot Hässelby går.

Alviks torg är ett torg och lokalt kommersiellt centrum i Alvik i västra Stockholm. Vid torget finns två stora handels- och kontorshus uppförda 1998 av Anders Bodin Fastigheter, efter ritningar av arkitekt Sune Malmquist och Hervor von Arndt.

## Bebyggelse
Torget och den kringliggande bebyggelsen färdigställdes 1998 och skapade ett nytt kommersiellt centrum i Alvik. De långsmala byggnaderna är belägna mellan Drottningholmsvägen och Alviks tunnelbanestation på den norra sidan och Gustavlundsvägen och SALK-hallen på den södra sidan. Bebyggelsen gavs ett enhetligt utseende, med påkostade fasader i Älvdalskvartsit med romerska arkader.  Bottenvåningarna rymmer butiker medan resten av byggnaderna inrymmer kontor. I väster finns entré till tunnelbanestationen och den intilliggande hållplatsen för Tvärbanan. I parken märks Bo Åke Adamssons skulptur "Omtanke" från 1998.
Bebyggelsens arkitektur fick delvis hård kritik när den invigdes, bland annat Dagens Nyheters arkitekturkritiker Peder Alton gick till hårt angrepp mot kvarteret. Arkitekterna, som vid samma tid hade uppfört de nya bostadshusen på Oxtorgsgatan på Norrmalm i centrala Stockholm (som tydligt hämtade inspiration från äldre förkrigsbebyggelse), kritiserades för att ha åstadkommit ett otidsenligt och hårt ingrepp i en komplex miljö, och som till skillnad från Oxtorgsgatan inte relaterade till områdets befintliga arkitektur. Husen beskrevs som ålderdomliga och klumpiga.
Området är samtida med det andra stora exploateringsprojektet i området, Tranebergs strand, som uppfördes av samma byggherre några år tidigare.

### Bilder

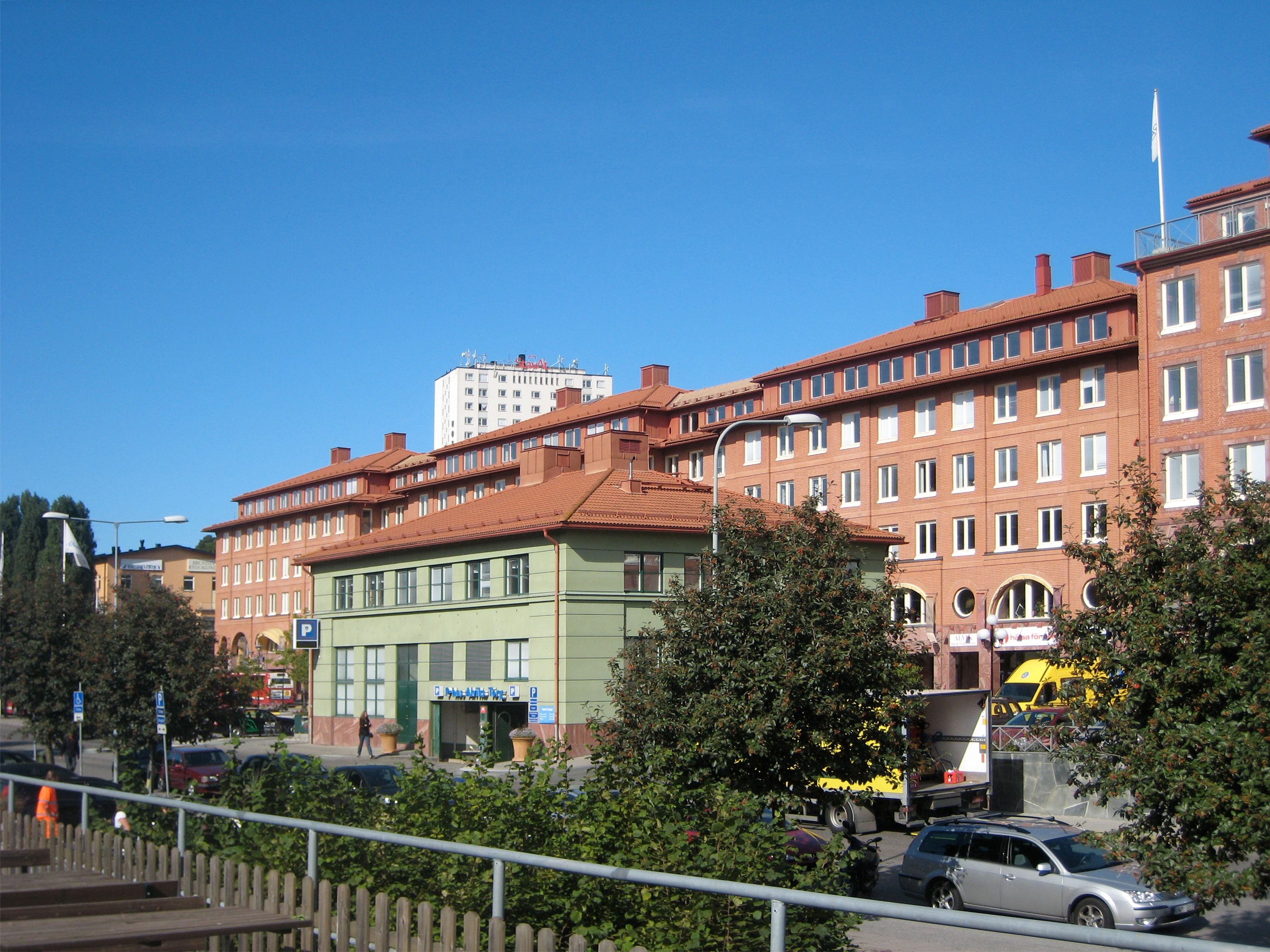
Alviks torg mot väster
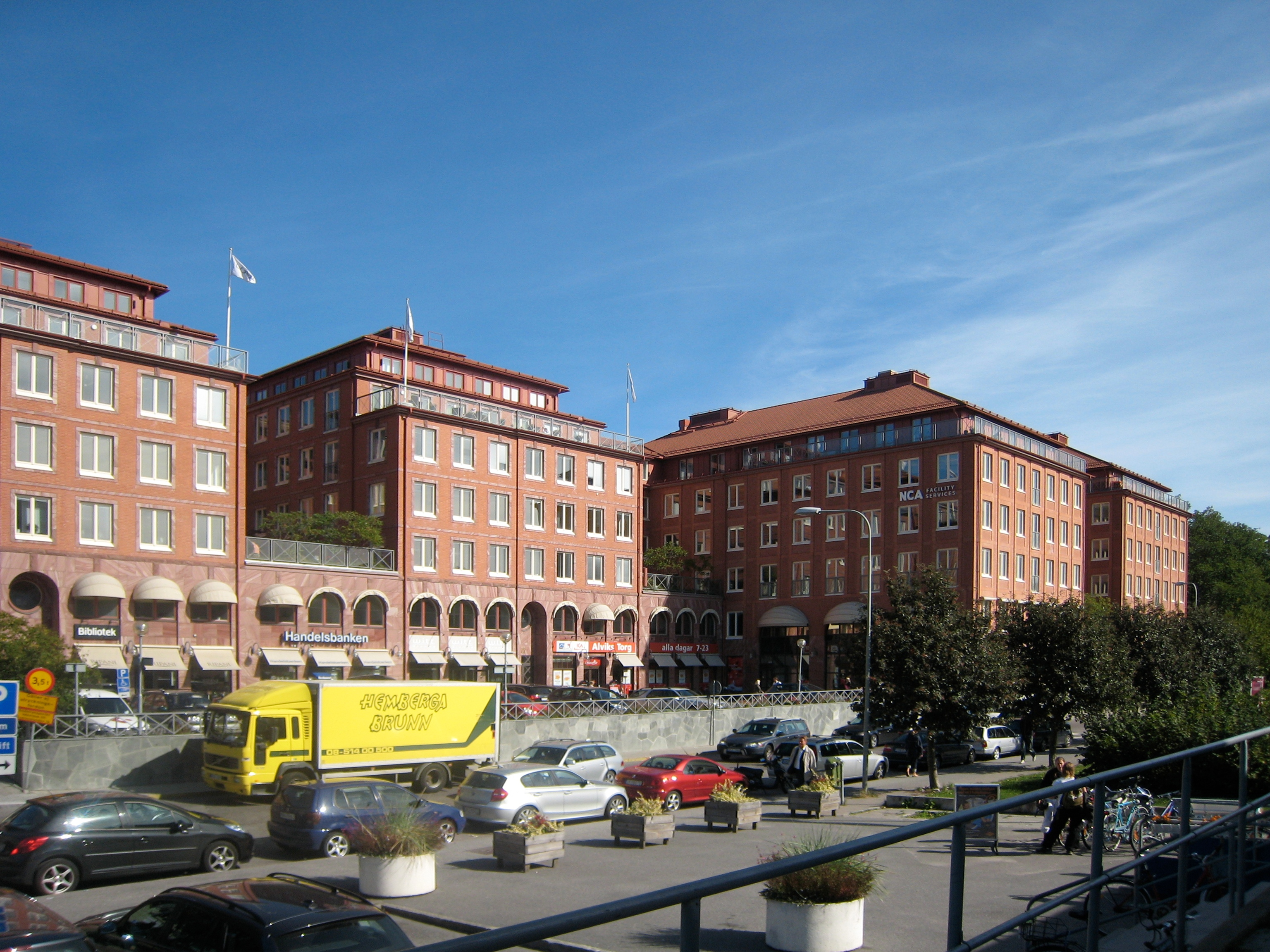
Alviks torg mot öster
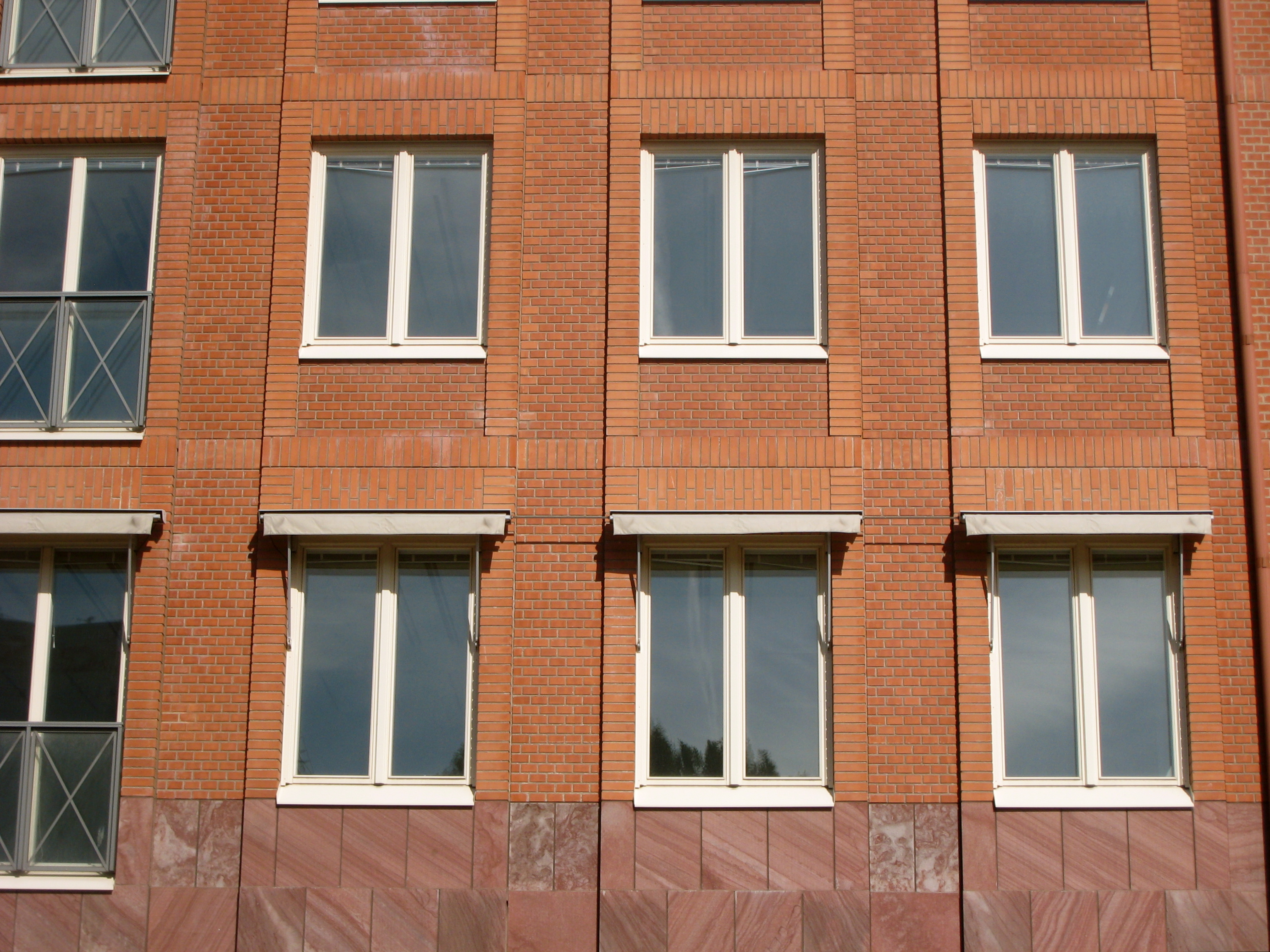
Fasad
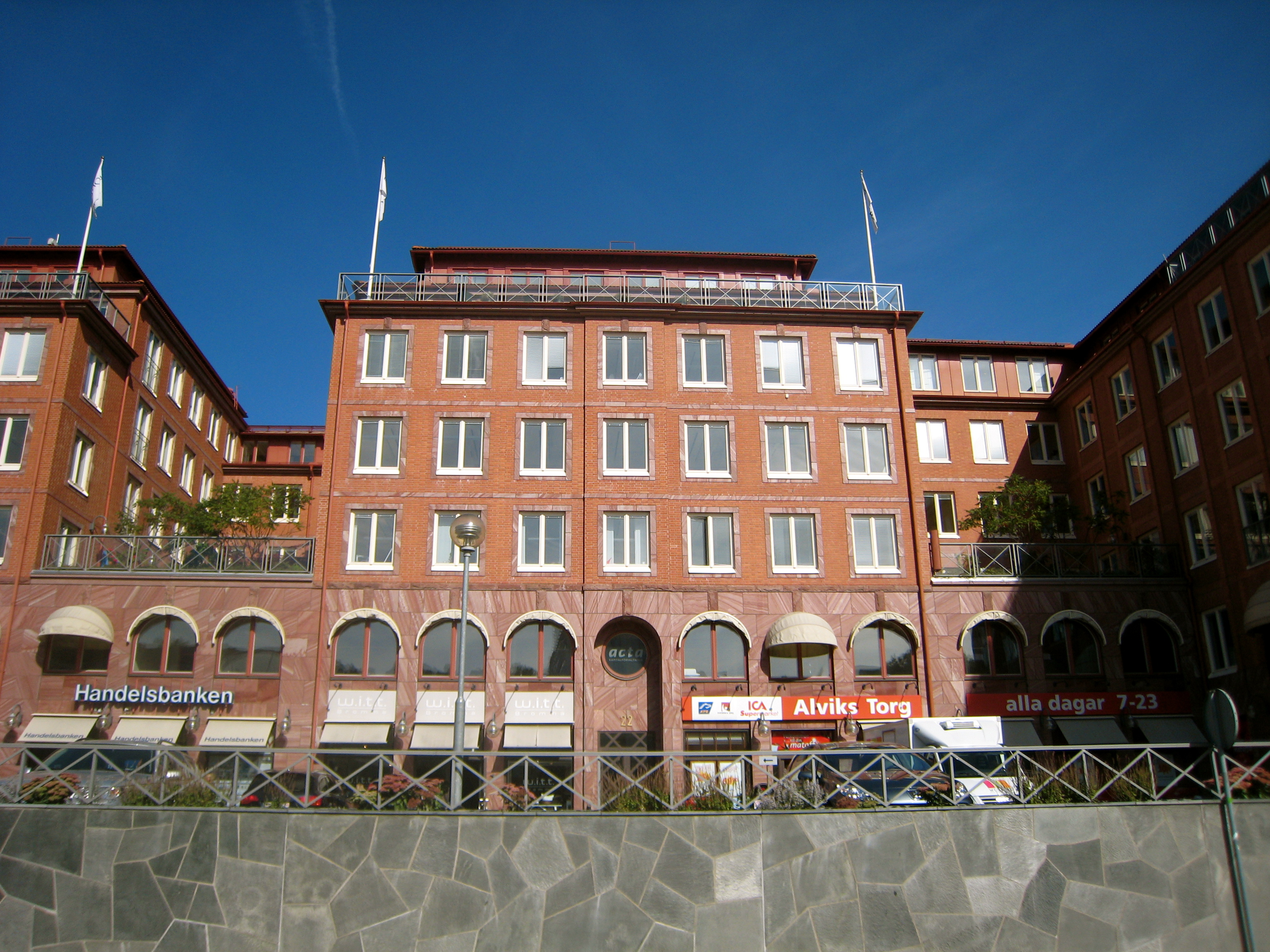
Alviks torg 2009